# Memoriekruis (Wichelen)

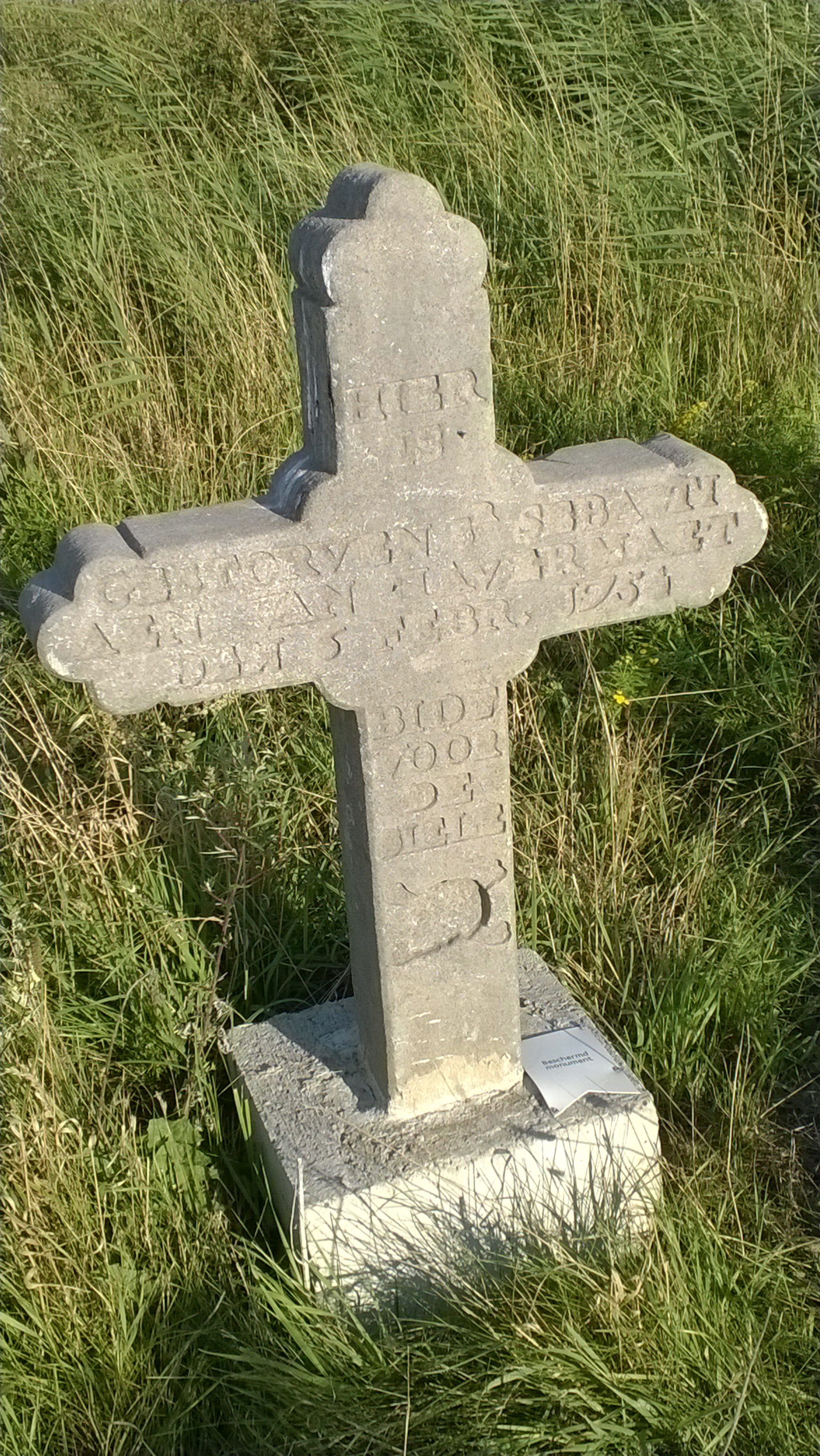
Memoriekruis

Het Memoriekruis is een gedenkteken in de Oost-Vlaamse plaats Wichelen, gelegen aan Oud Dorp.
Dit kruis werd opgericht in 1754 ter nagedachtenis aan Sebastiaen Van Havermaet die burgemeester van Berlare was maar tijdens een overtocht met het Scheldeveer plotseling overleed.
De tekst op het kruis luidt: HIER/IS/GESTORVEN/SR SEBASTI/AEN VAN HAVERMAET FS/GILLIS DEN 6 FEBR. 1754/OUD 6(?) JAEREN/ RIP waar SR voor seigneur en FS voor filius (zoon van) staat. De tekst wordt gecompleteerd met: BIDT VOOR DE ZIELE en een doodshoofd met gekruiste beenderen.
Het kruis is vervaardigd van blauwe hardsteen en is geplaatst recht tegenover het oude kerkhof van Wichelen, alwaar zich vroeger ook de parochiekerk bevond. Het werd in 2012 beschermd.